# Pitagorejska škola
Pitagorejska škola (Pitagorejci) naziv je kojim se označuju sljedbenici učenja grčkog filozofa Pitagore.

## Škola
Pitagora je, nakon odlaska sa svog rodnog otoka Samosa, osnovao školu u južnoitalskom gradu Krotonu, koja se od ranijih filozofskih škola, kakve su na primjer osnovali miletski filozofi, odlikovala asketskim načinom života i religioznim karakterom. Ta je škola imala gotovo karakter kakve vjerske sekte, koja se pridržavala strogih pravila o načinu života, ishrani, odijevanju, a zahtijevala je i obvezu proučavanja matematike, glazbe i liječničkih vještina. Samom Pitagori pripisivala su se otkrića tajni brojeva i povezanosti strukture brojeva i brojevnih odnosa sa strukturama u glazbi i svemiru. Spoznaja o pitagorejskim učenjima otežano je činjenicom da je Pitagorin nauk bio tajan te se stoga prenosio samo usmeno na neposredne učenike, bez da je iza sebe ostavio ikakva pisana djela. Stoga su mnogi nagađali o tome tko je neprosvijećenima prvi otkrio tajnu Pitagorinog učenja: Filolaj, Hipas ili Empedoklo. Činjenica da sam Pitagora nije ostavio nikakvih spisa otežava i točno razlikovanje njegovih učenja od učenja njegovih kasnijih sljedbenika, koji su njegov nauk obično citirali uz izraz αὐτὸς ἔφη (lat. ipse dixit = "osobno je rekao").
Neki su istraživači zajednice pitagorejaca smatrali političkim udrugama. Ove udruge svakako nisu u biti bile političke prirode, ali činjenica je da je Pitagora držao političku vlast u Krotonu (sve dok nije bio prisiljen da se preseli u Metapont) i u drugim gradovima Velike Grčke, a Polibije nam govori da su sjedišta pitagorejaca spaljivana, a oni sami proganjani, vjerojatno oko 450. – 440. godine pr. Kr. Nakon nekoliko godina pitagorejska je škola nastavila svoje djelovanje u Italiji, uglavnom u Tarentu, gdje je u prvoj polovici 4. stoljeća pr. Kr. Arhita postao prilično slavan. Filolaj i Eurit su također djelovali u tom gradu.

## Način života
Pitagorejske religiozno-asketske ideje bile su usredotočene na koncept čistoće i očišćenja, pošto je učenje o seobi duša poslijedično vodilo ka poticanju različitih oblika odgoja duše. Praksa šutnje te proučavanje glazbe i matematike predstavljali su pripremu za njegovanje duše. Ako je Pitagora uistinu uveo zabranu konzumacije mesa, to se moglo objasniti učenjem o seobi duša. Postojala su i neka pravila čisto vanjskog karaktera, koje detaljno opisuje Diogen Laertije, a koja se teško mogu smatrati čisto filozofskim doktrinama, na primjer zabranu jedenja boba (κύαμος), izbjegavanje kretanja glavnom ulicom, izbjegavanje stajanja iznad odrezaka vlastitih noktiju, izbjegavanje ostavljanja tragova lonca u pepelu, zabrana sjedenja na mjerici za žito itd.

## Filozofija prirode
U Pitagorejskoj misli središnje mjesto zauzimala su matematička istraživanja, ali ta je misao istovremeno bila prožeta mistikom. Na polju kozmologije teže je utvrditi što je istinski Pitagorin nauk, a što su dodaci njegovih sljedbenika, no čini se da pitagorejska misao o seobi duše predstavlja odviše važan element da bi se radilo o nekom kasnijem dodatku. S druge strane, pitagorejski koncept bitka je nepoznatog podrijetla, djelomično i zato što su pitagorejska učenja o ovom pitanju u detaljima proturječna. Pitagorejci polaze od Anaksimandrovog učenja o tome da je pranačelo sijveta i svih bića "neograničeno", tj. da je to apeiron, ali pitagorejci su s ovim povezali pojam granice (τὸ πέρας), koja tek daje oblik neograničenom.
Pitagora, kako je rečeno, nije zapisao svoja učenja, te se u njihovoj interpretaciji moramo osloniti na pisanja Parmenida, Empedokla, Filolaja, Platona, Aristotela i doksografa. To proizvodi veoma različite predodžbe o pitagorejskom učenju, gdje je ponekad teško ustvrditi što predstavlja zajednički temelj pitagorejske misli. Filolaj, za kojeg se mnogi ispitivači slažu da je karakterističan predstavnik pitagorejske škole, daje veoma složenu interpretaciju o pitagorejskog nauka. Aristotel objašnjava kako su pitagorejci (pod kojima podrazumijeva uži krug sljedbenika oko Filolaja) razvili Anaksimandrove ideje o apeironu i peironu (tj. τὸ πέρας), neograničenom i ograničenom:
jer oni [pitagorejci] jasno kažu da kada je ono Jedno bilo stvoreno, bilo od crta ili ploha ili sjemena ili elemenata koje ne mogu izraziti, odmah se najbliži dio neograničenog počeo uvlačiti i bivati ograničen granicom (τὸ πέρας).
Dalje kaže:
Pitagorejci su također smatrali da praznina postoji i da ulazi u nebo iz daha neograničenog.Ona, takoreći, udiše prazninu. Prazninom se razlikuju prirode stvari, jer ona je ono što odvaja i razdvaja stvari u nizu. To se prvo dešava s brojevima, jer praznina razdvaja njihovu prirodu.
Kada peiron "udahne" apeiron, to proizvodi odvajanje, koja "odvaja i razdvaja stvari u nizu". Umjesto neke nedefinirane mješavine, postoji cjelina međusobno povezanih dijelova odvojenih prazninom između njih. Ovo udisanje apeirona je istovremeno ono što svijetu daje matematički karakter, ne samo u smislu da se on može brojevno izraziti, nego i u smislu da pokazuje da brojevima i prirodom vlada isto načelo: i beskonačni niz "prirodnih brojeva" i cijeli svemir predstavljaju odnos ograničenog i neograničenog, peirona i apeirona. Ono što istinski razlikuje pitagorejce od Anaksimandrovog učenja je to što, prema pitagorejcima, tim odnosom apeirona i peirona vlada načelo harmonije.
Do takvog su stava oni mogli doći promatranjem glazbenih instrumenata: glazbena ljestvica prepostavlja beskonačni niz tonova, koji mora na neki način biti ograničen da bi se ljestvica pojavila. Ne možemo, međutim, izabrati tek bilo koji niz ograničavajućih elemenata, odnosno tonova, da bismo proizveli ljestvicu koja će biti glazbeno prijatna, odnosno koja će biti harmonijskog karaktera. Prema dijatonskoj ljestvici, koja je također poznata i kao "pitagorejska", odnos između najvišeg i najnižeg tona je 2:1, koji proizvodi intervalu jedne oktave. Ova se oktava sa svoje strane dijeli na kvintu i kvartu: u prvoj je brojevni odnos 3:2, a u drugoj odnos 4:3. Najzad, kvinta se može podijeliti na tri cijela tona, a svakom od njih odgovara brojni odnos 9:8 i ostatak u odnosu 256:243, a kvarta se dijeli na dva cijela tona s istim ostatkom. Ovo je primjer konkretne primjene Filolajevog učenja, prema kome se ograničeno i neograničeno kombiniraju u skladu s brojevnim odnosima, tj. harmonijom. Na isti način, svemir i sva pojedinačna bića u svemiru ne nastaju slučajnom kombinacijom ograničenih i neograničenih elemenata, već se strukturiraju na "simfoničan" način u skladu s brojevnim odnosima, stvarajući tako kozmički poredak.
Ovo je učenje zabilježio Filolajev učenik Arhita u svom izgubljenom djelu O harmoniji ili O matematici, a utjecaj tog učenja primjetan je kod Platona. Platonov učenik Aristotel je u svojoj Metafizici činio razliku između pitagorejaca i "takozvanih pitagorejaca". On je također zabilježio tablicu suprotnosti napisavši da ona možda potječe od Alkmeona iz Krotona, koji je zdravlje definirao kao harmoniju tjelesnih elemenata.

## Metempsihoza
Pitagorejci su oživjeli staru ideju o moći duše i njenom nepomućenom životu i nakon smrti, sve to u suprotnosti s homerskom koncepcijom o sjenama umrlih. Diogen Laertije spominje jednu Ksenofanovu poemu u kojoj ovaj pripovjeda o tome kako je Pitagora, ugledavši nekog čovjeka kako kažnjava svog psa ovome naredio da prestane, jer je u skvičanju psa prepoznao glas jednog svog prijatelja. On sam je tvrdio da je nekoliko stoljeća prije bio junak tijekom opsjedanja Troje. Između pitagorizma i orfizma postoji nekoliko značajnih dodirnih točaka, vjerojatno zbog orfičkog utjecaja na pitagorejce. Orfizam je bio povezan s obožavanjem boga Dionisa, koje je u Grčku došlo iz Trakije ili Skitije, koje je bilo stranoolimpskom duhu i pored toga što je njegov "entuzijastički" i "ekstatički" karakter našao odjeka kod Grka. Uskom krugu upućenih u orfičke tajne, koji su inače bili organizirani u zatvorene zajednice, objašnjavalo se učenje o seobi duša (metempsihozi). Po njihovom učenju najvažniji dio čovjeka je duša, a ne tijelo koje nas drži zarobljenima. Duša je biti prava osoba, a ne puka sjena kao kod Homera. Iz toga proizlazi i značaj njegovanja i samoočišćenja duše, što je uključivalo i poštovanje takvih pravila kao što je zabrana mesa u jelu.

## Učenje o svemiru
Pitagorin nauk o svemiru uvelike je, kako se čini, ovisio od Anaksimandrovih i Anaksimenovih učenja. Novost je, međutim, poimanje prirode kao monade, te postavljanje teze o mnoštvu monada. Prema Pitagorovom učenju, ograničeni svemir okružen je neograničenim svemirom (anaksimenovim zrakom), koji onaj prvi "udiše", pa stoga stvari ograničenog svemira nisu čisto ograničenje, već sadrže u sebi i jednu mješavinu neograničenog (anaksimandrovog apeirona). Stoga je pitagorejska priroda neraskidivo vezana za pojam monade: "ona je", kaže Filolaj, "načelo svih stvari" (fr. 8), a jedan od anonimnih pitagorejaca dodaje da je ona i naelo svih brojeva. Priroda (φύσις) je, dakle, isto što i nenastala, neuništiiva i vječna monada.
Mlađi pitagorejci, koji su živjeli nakon Heraklita, izveli su drugačiju kozmogoniju i kozmologiju. Po toj kozmogoniji, za koju nam je glavni izvor Jamblih iz Halkide (Ιάμβλιχος, 3. stoljeće), "svemir je vječan iako je rođen" (Arist. Metaph. N 1091a 13). Rođenje svemira započele su monade živog (toplog, vatrenog) daha ili zraka, probijajući se iz tame bezgraničnog (apeirona) kao prvo sjeme iz kojeg je nastao svijet. U neopitagorejskoj kozmologiji važno mjesto zauzima vizija o tri sfere i shvaćanje da je broj 10 uključen u strukturu svemira. Od tri sfere, prva je najudaljenija od Zemlje i to je sfera zvijezda stajačica, druga je sfera planeta, a treća i najbliža Zemlji je sfera Sunca. Ove tri sfere u međusobnom odnosu kretanja od istoka ka zapadu proizvode tzv. harmoniju sfera, čiji su činitelji isti kao i u glazbenoj harmoniji, a to su konsonantni odnos tonova: kvarta, kvinta i oktava. Dekada (broj 10) izražava se kroz vjerovanje da se cjelokupni svemir sastoji od ukupno deset sferičnih tijela: zvjezdano nebo (koje se računa kao jedno sferično tijelo), pet planeta, Sunce, Mjesec, Zemlja i Antizemlja (Ἀντιχθών). Aristotel u Metafizici tumači: "Budući da im [pitagorejcima] se čini da je broj 10 savršen i da u sebi obuhvaća čitavu prirodu brojeva, tvrde da i tijela koja lutaju po nebu ima deset, ali zbog toga što ih vide samo devet, oni izmišljaju antizemlju kao deseto". U ovu dekadu nije ulazila "središnja vatra", oganj i izvor kozmičkog života. Ova "središnja vatra", kao i Antizemlja, ne vide se iz ljudskog staništa, zato što se to stanište nalazi na onoj sunčanoj strani Zemlje, koja se nikad ne okreće prema središnjoj vatri i Antizemlji.

## Vanjske poveznice
- Pythagoreanism Web Article
- Pythagoreanism Discussion Group  Arhivirana inačica izvorne stranice od 9. listopada 2009. (Wayback Machine)
- Pythagoreanism Web Site  Arhivirana inačica izvorne stranice od 19. srpnja 2011. (Wayback Machine)
- Pythagoreanism Web Site  Arhivirana inačica izvorne stranice od 26. srpnja 2011. (Wayback Machine)
- Pythagorean Theology
- Stanford Encyclopedia of Philosophy entry